# Hakka himeshimensis
Hakka himeshimensis är en spindelart som först beskrevs av Bösenberg, Strand 1906.  Hakka himeshimensis ingår i släktet Hakka och familjen hoppspindlar. Inga underarter finns listade i Catalogue of Life.